# Mauricio Salles
Mauricio Salles (nacido el 1 de marzo de 1978) es un futbolista brasileño que se desempeña como delantero.
Jugó para clubes como el Vitória, Atlético Paranaense, Botafogo, Puerto Rico Islanders, Montreal Impact, Omiya Ardija y Kazma SC.

## Trayectoria

### Clubes
| Club                  | País           | Año         |
| --------------------- | -------------- | ----------- |
| Vitória               | Brasil         | 1997        |
| Atlético Paranaense   | Brasil         | 1998 - 1999 |
| Botafogo              | Brasil         | 2000 - 2001 |
| Olmedo                | Ecuador        | 2002 - 2003 |
| Puerto Rico Islanders | Puerto Rico    | 2004 - 2005 |
| Montreal Impact       | Canadá         | 2006        |
| Atlanta Silverbacks   | Estados Unidos | 2007        |
| Omiya Ardija          | Brasil         | 2007        |
| Rochester Rhinos      | Estados Unidos | 2008 - 2009 |
| Kazma SC              | Kuwait         | 2009 - 2010 |
| Itabuna               | Brasil         | 2010 - 2011 |
| Charlotte Eagles      | Estados Unidos | 2012        |
| VSI Tampa Bay FC      | Estados Unidos | 2013        |